# جانپیرو توزی
جانپیرو توزی (انگلیسی: Gianpiero Tozzi؛ زادهٔ ۱ ژوئن ۱۹۹۴) بازیکن فوتبال اهل ایتالیا است.
از باشگاه‌هایی که در آن بازی کرده‌است می‌توان به باشگاه فوتبال پارما اشاره کرد.